# Греков, Асен
Асе́н Кири́лов Гре́ков (болг. Асен Кирилов Греков; 2 августа 1893, Монтана — 2 марта 1954, София) — советский и болгарский военный, политический и партийный деятель, генерал-лейтенант. Участвовал в Первой мировой войне, битве за Москву в составе 2-го батальона Отдельной мотострелковой бригады особого назначения НКВД СССР. Служил в Болгарской народной армии командиром дивизии, начальником генштаба, заместителем министра обороны.

## Биография
Асен Греков родился 2 августа 1893 года в городе Фердинанде (ныне Монтана) в семье учителей. Учился в средней школе во Враце, затем поступил на юридический факультет Софийского университета.
Участвовал в Первой мировой войне как офицер запаса. С 3 марта по 1 сентября 1916 года учился на пионерских курсах в Школе лейтенантов запаса в Софии. Асен Греков получил звание кандидата в офицеры и был направлен во взвод пионерной роты Сводной стрелковой дивизии. В составе дивизии участвовал в боях в Добрудже и на Македонском фронте. Он стал командиром нелегального отряда в районе Берковицы. С 1920 года являлся членом Болгарской коммунистической партии (БКП).
Также принимал активное участие в Сентябрьском восстании как командир отряда и член Врачанского революционного комитета. После его поражения заочно был приговорён к смертной казни.
Осенью 1926 года эмигрировал в СССР. С 1927 года был членом ВКП(б). Окончил Военную академию имени М. В. Фрунзе, после чего работал преподавателем тактики в Военно-химической академии, на курсах «Выстрела», занимал различные должности в рядах Красной армии. Был начальником штаба 89-го стрелкового полка 30-й стрелковой дивизии. Участвовал в битве за Москву в районе Волоколамска и Клина, а также в других сражениях в качестве офицера.
15 октября 1945 года вернулся в Болгарию. С 1945 по 1954 год — член ЦК БКП. Асен Греков был назначен командиром 22-й пехотной дивизии и занимал этот пост до декабря 1945 года. В декабре 1945 года был назначен заместителем начальника Школы офицеров запаса. С 3 января по 15 февраля 1946 года — командир 5-й дунайской стрелковой дивизии. С 16 января по 7 августа 1946 года — командующий 4-й армией. С 7 августа 1946 по 9 ноября 1949 года — командующий 2-й армией.
9 мая 1948 года в Пловдиве был создан Общегородской инициативный комитет по строительству памятника советским солдатам, в состав которого вошли различные общественные деятели, архитекторы, художники, писатели и преподаватели. Руководителем комитета стал Асен Греков.
В октябре 1949 года лидеры БКП Васил Коларов и Вылко Червенков направили советским властям запрос о направлении в Болгарию в качестве начальника штаба советского офицера, но получили ответ, что это нецелесообразно и что следует искать болгарина. В итоге выбрали Асена Грекова, и 9 ноября он был назначен начальником Генерального штаба. Греков оставался на этом посту до 14 декабря 1950 года, затем с 1950 по 1954 год был первым заместителем министра национальной обороны.
Умер в 1954 году. Награждён советскими орденами и медалями.

## Воинские звания
- Кандидат в офицеры болгарской армии (1 сентября 1916);
- Лейтенант болгарской армии (1 апреля 1917);
- Лейтенант болгарской армии (1 ноября 1918);
- Полковник Красной армии;
- Генерал-майор болгарской армии (1 ноября 1944);
- Генерал-лейтенант болгарской армии (5 мая 1945).

## Награды
- Орден «За военные заслуги» II степени;
- Орден «Народная свобода 1941—1944» I степени;
- Орден «9 сентября 1944 года» II степени;
- Орден Народной Республики Болгария II степени;
- другие ордена и медали.